# 山本博 (アーチェリー選手)
山本 博（やまもと ひろし、1962年10月31日 - ）は、日本のアーチェリー選手、医学者。学位は医学博士（弘前大学大学院・2015年）。日本体育大学 体育学部・教授。東京都体育協会・会長。東京オリンピック・パラリンピック競技大会組織委員会顧問。所属事務所はPEAKS。

## 来歴
神奈川県横浜市保土ケ谷区出身。横浜高等学校3年次に同志社大学を受験するも不合格、将来は教員志望という事もあり、一浪して体育教員養成では定評もあってアーチェリー部のある日本体育大学体育学部社会体育学科に合格した。日本体育大学体育学部社会体育学科卒。
大宮開成高等学校保健体育科教諭、日本体育大学女子短期大学部助教授を経て、2013年より日本体育大学体育学部社会体育学科教授。2015年3月に弘前大学大学院医学研究科博士課程修了。学位は博士（医学）。指導者（体育教諭）として大宮開成高校時代にインターハイで全国制覇、母校日体大では同志社大学に決勝戦で勝利しインカレで日本一に導いている。
ロサンゼルスオリンピックアーチェリー男子個人銅メダリスト、アテネオリンピック銀メダリスト。
通称「山本先生」「中年の星」。最初の銅メダルから20年を経て41歳で1つランクアップした銀メダルを獲得したことが注目され、「中年の星」と呼ばれた。山本は、「これから20年かけて金を目指します」と公言している。

## 経歴・競技歴等
- 横浜市立坂本小学校出身[5]。
- 横浜市立保土ヶ谷中学校アーチェリー部でアーチェリーを始める[5]。
- 横浜高等学校在学中にインターハイ3連覇を達成。愛甲猛と同級生である。
- 1984年：日本体育大学3年生の時ロサンゼルスオリンピック出場。男子個人で銅メダルを獲得[5]。
- 全日本学生選手権個人4連覇を達成。ただし、一浪しているため、インターハイと合わせて7連覇ではない。浪人時代の第二十回優勝者は1歳年上の太田信之である[6]。
- 1986年：日本体育大学体育学部卒業。教員免許を取得。日本体育大学体育学部助手に就任[5]。
- 1988年：ソウルオリンピックに出場し8位入賞[5]。
- 1989年：大宮開成高等学校保健体育教諭着任[5]。
- 1990年：第23回全日本社会人選手権の男子70メートルで344点の世界新記録を達成。
- 1992年：バルセロナオリンピックに出場。予選を9位で突破し、決勝トーナメント1回戦で、1989年世界選手権王者ではあるが予選を24位で通過したザブロドスキー（EUN）と対戦。序盤からリードを許し、106-108で敗退。17位に終わった。テレビ朝日の松井康真アナウンサーと密着取材で知り合う。
- 1996年：アトランタオリンピック19位[5]。
- 2002年：釜山アジア大会優勝[5]。
- 2004年：アテネオリンピックアーチェリー男子個人でマルコ・ガリアッツォに次いで銀メダルを獲得[5]。彩の国功労賞を受賞。
- 2005年：書籍「最後は願うもの  41歳の銀メダル 」を出版。
- 2006年：大宮開成高等学校を退職し日本体育大学女子短期大学部助教授に就任[5]。

W杯トルコ大会にて男子団体で守屋龍一（近大）金村賢（京都・莵道高）らと組み優勝。
トルコ大会直後、世界アーチェリー連盟発表の6月11日付ランキングで、日本人として初めて1位にランク付けされた。また同月27日付のランキングでも1位をキープ。書籍「持続力」を出版。
- 2007年：世界選手権最終選考会で4位に終わり、世界選手権連続出場が13回で途切れた。またアジア選手権でも成績が振るわず、北京オリンピック出場の可能性がなくなった。山本が国内予選で敗れてオリンピックに出場できないのは、モスクワ、シドニーに続いて3度目。
- 2009年：世界選手権大会日本代表予選3位通過により、日本代表選手（14度目）に内定する。6月、国体予選で男子70メートル（36射）で345点をマークし、自身が持っていた344点の日本記録を19年ぶりに更新。70メートルラウンド（72射）でも687点の日本新を出した。
- 2010年：書籍「山本博のゼロから始めるアーチェリー 」を出版。
- 2011年：弘前大学大学院医学研究科博士課程入学[5]。
- 2013年：日本体育大学体育学部社会体育学科教授に昇格[5]。第71回岩手国体・アーチェリー競技アドバイザリーコーチに就任。
- 2014年：4月、公益財団法人 東京都体育協会会長に就任[7]。6月、東京オリンピック・パラリンピック競技委員会顧問会議 顧問。同年8月、全日本アーチェリー連盟は1ヶ月間（同年8月1日から31日まで）の資格停止処分を下した。書籍「山本 博のアーチェリー 上達バイブル 的中率を上げる50のコツ (コツがわかる本!)」を出版。
- 2015年：弘前大学大学院医学研究科博士課程修了。学位は博士（医学）[3]。第72回えひめ国体・アーチェリー競技アドバイザリーコーチに就任。日本財団パラリンピックサポートセンター顧問に就任。書籍「がんばれ！盲目の犬レディ オリンピックメダリスト・山本博のわんわん物語」を出版。
- 2016年：公益財団法人 東京都体育協会会長 2期目。
- 2017年：日本体育大学アスレティックデパートメント長に就任。第74回茨城国体・アーチェリー競技アドバイザリーコーチに就任。
- 2018年：公益財団法人 東京都体育協会会長 3期目。日本体育大学スポーツマネジメント学部教授。

## エピソード
- 釜山で開かれた2002年アジア競技大会で韓国選手と対戦した時、自身が射るタイミングに何度も携帯電話が観客席で意図的に鳴らされ競技を妨害された。しかし「抗議をすれば技術不足をさらけ出すようなもの」として抗議しなかった[8]。
- 趣味はオートバイ（愛車はホンダ・GL）、ゴルフ[要出典]。
- 義父（妻の父）は世田谷アーチェリークラブ「SAC」の創設者であり、革細工を趣味としている。山本の使うクイーバー（英語版）（腰に巻く、矢を入れておくもの）はその殆どが義父の手作りである[要出典]。
- 2008年、ベスト・ファーザー イエローリボン賞受賞[9]。
- 教師として大宮開成高校への就職を機会に結婚し、さいたま市大宮区在住となった[2]。Jリーグの大宮アルディージャのファンである[要出典]。
- 大のディズニー好き[4]。2011年6月28日放送の『開運!なんでも鑑定団』でもディズニーのバッジ380点を鑑定依頼し、40万円と鑑定された[10]。

## 主な出演

### テレビ番組
- スタ☆メン（フジテレビ・関西テレビ）
- SMAP×SMAP（関西テレビ・フジテレビ）
- NNN Newsリアルタイム（日本テレビ）
- ジャンクSPORTS（フジテレビ）
- アスリート応援TV! ニッポン!チャ×3（TBS）
- ブロードキャスター（TBS）
- スーパーモーニング（テレビ朝日）
- ディズニーパラダイス（ディズニー・チャンネル、2005年1月）
- サキヨミLIVE（フジテレビ・関西テレビ）
- 鶴瓶の家族に乾杯（2008年6月16日・23日、NHK）
- 日立 世界・ふしぎ発見!（2009年8月22日 - 、TBS）
- Mr.サンデー（2010年4月 - フジテレビ・関西テレビ）セミレギュラー
- 開運!なんでも鑑定団（2011年6月28日、テレビ東京）
- ちちんぷいぷい（毎日放送）

### CM
- 松下電器産業 ジョーバ（日本のおなか篇）（2007年 浅尾美和と共演）
- 任天堂 Wii Sports Resort（2009年6月「岡村隆史 VS 山本博」編：ゲーム中にあるアーチェリーでナインティナインと共演）

### その他
- みんなのニンテンドーチャンネル「リンクのボウガントレーニング（アーチェリーについてのトークと併用）」

## 著書
- 最後は願うもの 41歳の銀メダル（2005年4月1日、ジャイブ、ISBN 978-4861761492）
- 持続力（2006年4月21日、講談社、ISBN 978-4062723633）
- 山本博のゼロから始めるアーチェリー（2010年12月16日、実業之日本社、ISBN 978-4408453163）
- 山本博のアーチェリー上達バイブル 的中率を上げる50のコツ（2014年7月14日、メイツ出版、ISBN 978-4780414677）監修
- がんばれ! 盲目の犬レディ オリンピックメダリスト・山本博のわんわん物語（2015年11月17日、岩崎書店、ISBN 978-4265840052）
- 基本から応用まで アーチェリー 上達のポイント50（2019年1月30日、メイツ出版、ISBN 978-4780421293）監修